# (500202) 2012 HX12
(500202) 2012 HX12 es un asteroide perteneciente al cinturón de asteroides, descubierto el 14 de mayo de 2008 por el equipo del Mount Lemmon Survey desde el Observatorio del Monte Lemmon, Arizona, Estados Unidos.

## Designación y nombre
Designado provisionalmente como 2012 HX12.

## Características orbitales
2012 HX12 está situado a una distancia media del Sol de 2,543 ua, pudiendo alejarse hasta 2,940 ua y acercarse hasta 2,146 ua. Su excentricidad es 0,156 y la inclinación orbital 8,161 grados. Emplea 1481,93 días en completar una órbita alrededor del Sol.

## Características físicas
La magnitud absoluta de 2012 HX12 es 17,8.